# Luomu
Luomu (kinesiska: 罗目镇, 罗目) är en köping i Kina. Den ligger i provinsen Sichuan, i den sydvästra delen av landet, omkring 140 kilometer sydväst om provinshuvudstaden Chengdu. Antalet invånare är 23 331. Befolkningen består av 11 495 kvinnor och 11 836 män. Barn under 15 år utgör 10,0 %, vuxna 15-64 år 76 %, och äldre över 65 år 13,0 %.
Genomsnittlig årsnederbörd är 1 554 millimeter. Den regnigaste månaden är juli, med i genomsnitt 399 mm nederbörd, och den torraste är januari, med 13 mm nederbörd.